# Kinematografia słowacka
Kinematografia słowacka – ogół produkcji i dystrybucji filmowej na terenie Słowacji, przez które rozumiane są: do 1918 – terytorium dzisiejszej Słowacji w ramach Austro-Węgier, w latach 1918–1939 i 1945–1992 – słowacka część terytorium federacyjnej Czechosłowacji; w latach 1939–1945 – Pierwsza Republika Słowacka; po 1992 – jako odrębne państwo. Kinematografia słowacka w tym artykule jest definiowana jako twórczość osób o narodowości słowackiej, dla odróżnienia jej od reżyserów identyfikujących się jako Czechów (kinematografia czeska).

## Początki kinematografii na ziemi słowackiej
Pierwsi operatorzy filmowi na terenie dzisiejszej Słowacji wywodzili się ze spółek Pathé i Gaumont, a już w 1904 roku swoje pierwsze filmy realizowali tam reżyserzy węgierscy. Dopiero jednak w 1921 roku powstał pierwszy film zaliczany do dorobku słowackiej kinematografii, Janosik (1921) w reżyserii Jaroslava Siakela, który poświęcony był słowackiemu bohaterowi narodowemu. Janosik jest jedynym zachowanym do współczesności słowackim niemym filmem pełnometrażowym. Popularnością cieszyły się też etnograficzne filmy dokumentalne Karola Plicki Za ludem słowackim (1928) oraz Po górach, po dolinach (1929). Ten ostatni film zdobył złoty medal we Florencji na Międzynarodowej Wystawie Sztuki Fotograficznej w 1932 roku. Plicka już w okresie dominacji kina dźwiękowego zdobył uznanie kolejnym dokumentem pod nazwą Ziemia śpiewa (1933).
W 1939 roku, po aneksji Czech i Moraw przez nazistowskie Niemcy, proklamowana została Pierwsza Republika Słowacka. Najwyrazistszym przykładem filmowej kolaboracji z III Rzeszą był reportaż Ivana Júliusza Kovačevicia Od Tatr po Morze Azowskie (1942) o zmaganiach armii słowackiej z bolszewikami. Jednakże opór faszyzacji kina słowackiego stawili Paľo Bielik oraz Ján Kadár. Bielik, uczestnik powstania słowackiego, w 1945 roku zmontował reportaż z materiałów nakręconych podczas zrywu, Za wolność; do tematyki powstania słowackiego powrócił w fabularnych filmach Wilcze doły (1948) oraz Bunt kapitana (1959). Tymczasem Kadár zmontował takie filmy antyfaszystowskie, jak Na ruinach wyrasta życie (1945) oraz Osobiście odpowiedzialni za zbrodnie przeciw ludzkości (1946).
Po II wojnie światowej Czech Martin Frič zrealizował wraz z Paľo Bielikiem dwa słowackie filmy pełnometrażowe: Strzeż się! (1947) oraz Čapkowe opowiadania (1947), które spotkały się jednak z krytyką za przestarzały wizerunek Słowacji. Ján Kadár natomiast nakręcił fatalnie przyjętą komedię Dziewczyna ze Słowacji (1949). Opuściwszy swoją ojczyznę, w Pradze Kadár stworzył filmy takie jak Porwanie (1952), Przystanek na peryferiach (1957) oraz Trzy życzenia (1958). Propagandowym celom służyły nakręcone w poetyce socrealizmu etnograficzne filmy Stalowa droga (1950) i Tęcza nad Słowacją (1952) Vladimira Bahny. Od konwencji socrealizmu odchodzono stopniowo w połowie lat 50., czego przykładem były satyryczne filmy Petera Solana (Diabeł nie śpi, 1956; Człowiek, który nie wrócił, 1959).

## W cieniu czechosłowackiej Nowej Fali

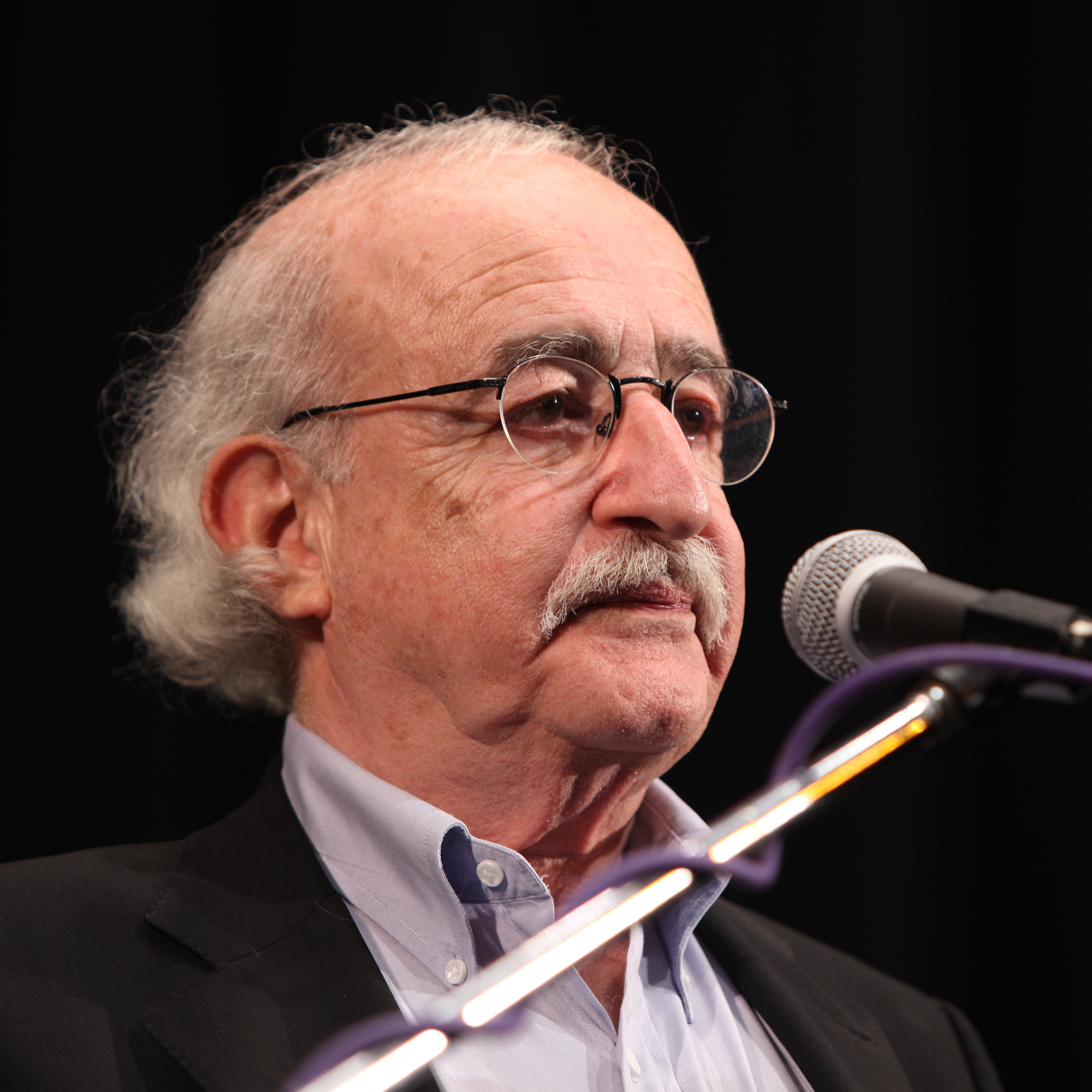
Juraj Herz

W lutym 1963 roku student czeskiej akademii FAMU, Štefan Uher, nakręcił pierwszy film zaliczany do czechosłowackiej Nowej Fali, Słońce w sieci. „Jan Chrzciciel” nurtu ukazywał fragmentaryczną historię nastolatków nieufnych wobec rodziców ukształtowanych przez stalinizm; film Uhera dowodził, że nowe pokolenie Słowaków wolało utożsamić się z apolitycznym pokoleniem dziadków. Tak naprawdę jednak na Słowacji, w odróżnieniu od Czech, większą uwagę poświęcano echom II wojny światowej. Peter Solan zasłynął filmem Bokser i śmierć (1963) na podstawie opowiadania Józefa Hena, opowiadającym losy więźnia obozu koncentracyjnego, który zyskuje szansę ocalenia jako sparingpartner komendanta obozu. W 1965 roku Kadár wraz z Elmarem Klosem zrealizował swoje opus magnum, Sklep przy głównej ulicy (1967), o skromnym stolarzu mającym przejąć majątek żydowskiej sklepikarki, którą jednak stara się ukrywać przed nazistami zamiast zadenuncjować. Obraz zdobył Oscara dla najlepszego filmu nieanglojęzycznego. Słowacki Żyd Juraj Herz już w trakcie wydarzeń Praskiej Wiosny stworzył film Palacz zwłok (1968) o obywatelu żydowskiego pochodzenia, który po aneksji Czechosłowacji wypiera się własnej narodowości. Ponury nastrój społeczeństwa zakneblowanego po inwazji wojsk Układu Warszawskiego oddał też Juraj Jakubisko w filmie Ptaszki, sieroty i głupcy, kręconym w słowacko-francuskiej koprodukcji.
Wydarzenia Praskiej Wiosny na Słowacji nie miały jednak tak dramatycznego charakteru jak w Czechach. To właśnie w latach 70. XX wieku słowacka kinematografia wyemancypowała się na tle czeskiej, czego przykładem był bujny rozkwit dokumentu. Sztandarowym przykładem słowackiej szkoły dokumentu był esej Dušana Hanáka Obrazy starego świata (1972), „refleksja o przemijaniu, śmierci, wierze i pamięci”. Inny film Hanáka, Różowe sny (1976), był fabularną opowieścią o niespełnionej miłości młodego Słowaka i Cyganki.

## Kinematografia słowacka po transformacji ustrojowej i ogłoszeniu niepodległości

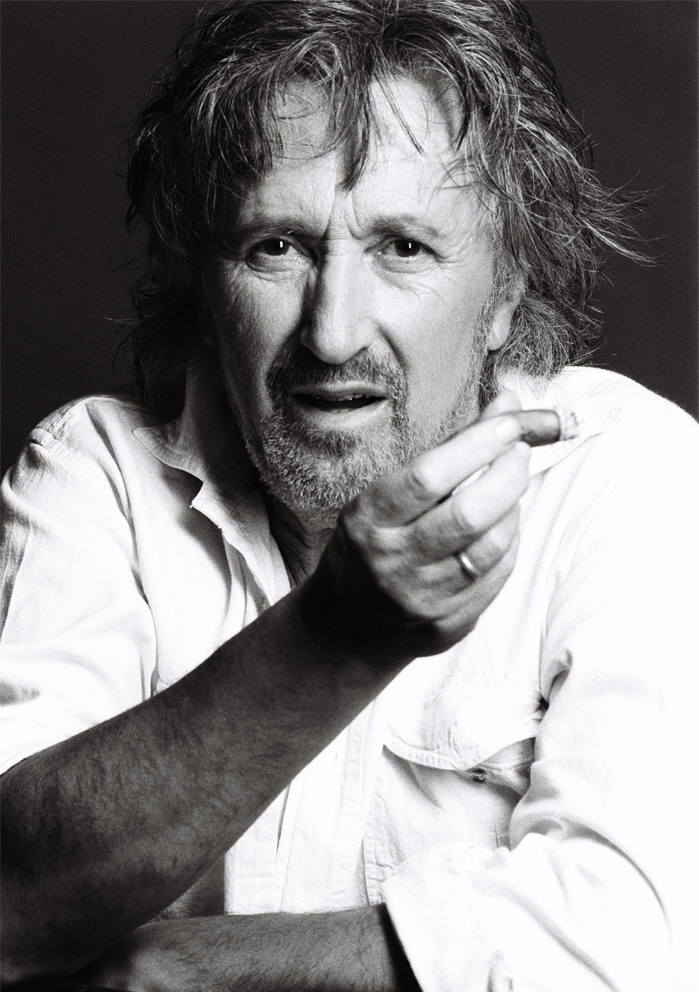
Juraj Jakubisko

Dramatyczny przebieg – w przeciwieństwie do czeskiej kinematografii – miała za to transformacja ustrojowa na Słowacji, powiązana z prywatyzacją przemysłu filmowego i kresem istnienia Czechosłowacji. W 1996 roku największe słowackie studio filmowe Koliba przestało działać w wyniku malwersacji finansowych podczas próby prywatyzacji, a produkcja filmów gwałtownie spadła. Hanák odniósł się z dezaprobatą do zmian, tworząc w latach 1990–1995 esej o dziejach komunistycznej Czechosłowacji Papierowe głowy (1995); choć w filmie zawarta została gorzka diagnoza czasów komunizmu, krytyce podlegały także autokratyczne rządy Vladimira Mečiara. Jakubisko w filmie Lepiej być zdrowym i bogatym niż biednym i chorym (1992) zawarł gorzkie refleksje o okresie transformacji.
Słowacka kinematografia miała po transformacji silną reprezentację jedynie w segmencie dokumentów. Wyjątkami były fabularne filmy Wszyscy moi bliscy (1999) Mateja Mináča i Wszystko, co lubię (1992) Martina Šulika, z czego tylko ten ostatni twórca wyrobił sobie renomę autora filmowego. Jego dzieła Ogród (1995) i Orbis Pictus (1997) wykazały rosnące zainteresowanie Šulika codziennością społeczeństwa słowackiego (w tym krytyką rządów Mečiara), a jednocześnie zdradzały styl reżysera oparty na onirycznej poetyce.
W XXI w. największe zainteresowanie poza Słowacją wzbudziły filmy młodych reżyserów Petera Kerekesa (Kucharze historii, 2009; 107 matek, 2021) oraz Ivana Ostrochovský'ego (Koza, 2015; Słudzy, 2020).